# Municipio de Sioux (condado de Sioux)
El municipio de Sioux (en inglés: Sioux Township) es un municipio ubicado en el condado de Sioux en el estado estadounidense de Iowa. En el año 2010 tenía una población de 339 habitantes y una densidad poblacional de 3,65 personas por km².

## Geografía
El municipio de Sioux se encuentra ubicado en las coordenadas 43°12′52″N 96°23′34″O / 43.21444, -96.39278. Según la Oficina del Censo de los Estados Unidos, el municipio tiene una superficie total de 92.99 km², de la cual 92,99 km² corresponden a tierra firme y (0 %) 0 km² es agua.

## Demografía
Según el censo de 2010, había 339 personas residiendo en el municipio de Sioux. La densidad de población era de 3,65 hab./km². De los 339 habitantes, el municipio de Sioux estaba compuesto por el 92,04 % blancos, el 0,29 % eran afroamericanos, el 0,29 % eran amerindios, el 5,6 % eran de otras razas y el 1,77 % eran de una mezcla de razas. Del total de la población el 7,67 % eran hispanos o latinos de cualquier raza.